# Brother from the Same Planet
Brother from the Same Planet — чотирнадцята серія четвертого сезону мультсеріалу «Сімпсони». Уперше на екрани вийшла у США 4 лютого 1993 на телеканалі «Fox».

## Сюжет
Серія починається на футбольному майданчику, де йде відбір на змагання. Барт постає у ролі воротаря, Нельсон зарекомендував себе у грі краще, тому тренер (який об'явився його татом) вибрав Нельсона. Після тренування Барт чекає на Гомера , який зарікся привезти Барта додому. Одначе за переглядом телепередач Гомер зовсім забуває за свого сина, а коли Мардж нагадує йому забрати Батра, то Гомер йде у ванну кімнату, де приймає ванну і намагається згадати хто такий Барт. На вулиці почався дощ і Барт мокне, а Гомеру усе нагадує Барта, навіть пес гавкає його ім'я. Гомер засинає у ванній, де бачить сон, у якому він приїжджає за Бартом, а бачить лише його кістяк. Гомер вискакує з ванни і «летить» у машину. Коли Гомер забирає Барта , то останній відчутно злий на Гомера, і до того ж, Гомер перекидає своє морозиво Бартові на голову.
Приїхавши додому, Барт дивиться телепередачу з Красті, у якій сказано, що у Спрингфілді з'явилась організація «Старший Брат» по номеру 5-22-33. Барт дзвонить туди і каже, що батько за ним зовсім не доглядає, кидає і б'є. Барт приходить до організації і розповідає усі проблеми, тоді ж агент вирішує надати Бартові «особливого» брата на ім'я Том.
Наступнього дня Том забирає Барта зі школи і дарує йому мотошолом. А Гомер тим часом говорить із Мардж за Барта, і гомер її заспокоює: «Він не сердиться, бо поганий — у них хороший». Під час розмови із Гомером, Мардж помічає, що хтось наговорив 378 доларів 53 центи на гарячій лінії Корі, і Мардж спершу питає Гомера, який визнав, що викинув 20 доларів на нову музику, проте Мардж зауважує, що дзвонили на гарячу лінію Корі, 21-річного молодіжного кумира. Мардж бачить постер Корі на дверях кімнати Ліси та вирішує спитати. Ліса одразу признається, але питалася дозволу у Гомера, який відповів «Можна», аби Ліса відчепилась .
Тим часом Барт і Том йдуть на бейсбольний матч, де Барт розповідає Тому про Гомера, який програв у карти одного разу чималу суму грошей, і Том каже, що поб'є батька Барта. А Мардж веде Лісу до Гібберта, і Ліса одразу зривається та телефонує на лінію, де кажуть слова, що рифмують з ім'ям Корі. Барт і Том ходять разом до тренажерного залу, а Ліса приходить до Ейба, де просить допомогти, одна Ейб не вважає нав'язливість Ліси вадою, засинає, і Ліса дзвонить на гарячу лінію... Те саме відбувається і у кабінеті Скіннера, який радить Лісі протриматися хоча б до 00:00. Том із Бартом літають на дельтаплані, яких вистежив у бінокль Гомер. Прийшовши додому, Гомер обіцяє Бартові жорстоко помститися — він наймається «старшим братом» у тій же організації і допомагає хлопчику на ім'я Пеппі, якого навчає жити як він. Пеппі вважає Гомера дуже добрим і досвідченим, навіть попри незнання сузір'їв та невмінням користуватися технікою. Якось Барт і Том та Гомер з Пеппі йдуть у аквапару дивитися на дельфінів. Том каже:
Том: знаєш Барте, дельфіни це такі ж ссавці як і ми.
Пеппі: Таточку Гомер, це правда?
Гомер: Пф, ні.
Тим часом Гомер дражнить дельфіна хотдогом, і дельфін його з'їдає, Гомер ловить тварину і атакує її, але працівники аквапарку його виводять. По дорозі до виходу Гомер зустрічає Барта, який казав, що шукав якраз Гомера, але тут підходить Том і каже, що не треба розмовляти із незнайомими. Гомер каже «До вашого відома, я його батько!» Том: «Його батько? Ви п'яний картяр?» Гомер «Так, а ви хто?». Том у відповідь б'є Гомера по лицю. Гомер падає біля акваріума і розбиває скло. На нього налізають мушлі, і він, як ніндзя кидає їх у Тома. Том їх ловить, і каже «Живіть далі (акула з'їдає їх), Доу!». Гомер настигає його. Гомер та Том виставляють кулаки і готові битися. Гомер (манер щоб відволікти): «Глянь, он там хлопчик-інвалід!» Том: «Де?» (відволікається) і Гомер  б'є його кулаком у ніс. Бійка розгортається по місту, а Кент Брокман згадує Гомера, як велетенського ящера.
Бійка перкидається у антикваріат, де Том бере Гомера у «зажим», а Гомер лупить його кулаком у щелепу, Том б'є Гомера під ребра, а Гомер, відволікши Тома, копає його у спину ногою. Гомер та Том падають у річку, течія їх виносить, щоправда під час вильоту Гомер б'ється спиною об гідрант, і бійку не може продовжити. Том засмучений, що батько таки любить Барта, але Барт об'єднує  Пеппі і Тома, і Том стає старшим братом Пеппі. Гомера привозять у лікарню, але ввечері приходить додому цілий, і ділиться враженнями про свою бійку із Томом з Бартом. Потім Гомер вчить Батра, як він бився і використовував нечесні прийоми а Барт каже, що знову любить Гомера, і вони миряться.